# Persone di nome Nelson
| Questa pagina contiene informazioni ricavate automaticamente dalle voci biografiche con l'ausilio del template Bio e di un bot. L'aggiornamento è periodico e automatico e ricostruisce completamente la pagina. Se manca una persona in questa lista, sei pregato di non aggiungerla, ma accertati piuttosto che la sua voce biografica contenga il template Bio e che i dati anagrafici siano correttamente compilati. Se il template Bio manca, inseriscilo tu stesso o, in alternativa, metti l'avviso {{tmp\|Bio}} che ne segnala la mancanza. Se i dati riportati sono sbagliati, correggi direttamente la voce biografica; le modifiche saranno visibili in questa lista entro pochi giorni. Per chiarimenti vedi il progetto antroponimi. La lista contiene solo le 119 persone che sono citate nell'enciclopedia e per le quali è stato implementato correttamente il template Bio. Pagina aggiornata al 16 ott 2024. |

Questa è una lista di persone presenti nell'enciclopedia che hanno il prenome Nelson, suddivise per attività principale.

## Allenatori di calcio(9)
- Nelson Abeijón, allenatore di calcio e ex calciatore uruguaiano (Montevideo, n. 1973)
- Nelson Acosta, allenatore di calcio e ex calciatore uruguaiano (Paso de los Toros, n. 1944)
- Nelsinho Baptista, allenatore di calcio e ex calciatore brasiliano (Campinas, n. 1950)
- Nelson Brizuela, allenatore di calcio e ex calciatore paraguaiano (Encarnación, n. 1950)
- Nelson Chabay, allenatore di calcio e calciatore uruguaiano (Montevideo, n. 1940 - Buenos Aires, † 2018)
- Nelson Rodrigues da Cunha, allenatore di calcio brasiliano (Quintino, n. 1966)
- Nelson Vargas, allenatore di calcio e ex calciatore statunitense (Holyoke, n. 1974)
- Nelson Vivas, allenatore di calcio e ex calciatore argentino (Granadero Baigorria, n. 1969)
- Dida, allenatore di calcio e ex calciatore brasiliano (Irará, n. 1973)

## Arcivescovi cattolici(1)
- Nelson Jesus Perez, arcivescovo cattolico statunitense (Miami, n. 1961)

## Arrangiatori(1)
- Nelson Riddle, arrangiatore, direttore d'orchestra e compositore statunitense (Oradell, n. 1921 - Los Angeles, † 1985)

## Attori(5)
- Nelson Eddy, attore statunitense (Providence, n. 1901 - Palm Beach, † 1967)
- Nelson Franklin, attore statunitense (Montréal, n. 1985)
- Nelson Lee, attore televisivo taiwanese (Taipei, n. 1975)
- Nelson Leigh, attore statunitense (n. 1905 - Hemet, † 1985)
- Nelson McDowell, attore statunitense (Greenville, n. 1870 - Los Angeles, † 1947)

## Calciatori(47)
- Nelson Acevedo, calciatore argentino (Resistencia, n. 1988)
- Nelson Agresta, ex calciatore uruguaiano (n. 1955)
- Nelson Akwari, ex calciatore statunitense (Houston, n. 1982)
- Nelson Barahona, calciatore panamense (Colón, n. 1987)
- Nelson Benítez, ex calciatore argentino (Villa Huidobro, n. 1984)
- Nelson Bernal, ex calciatore paraguaiano (San Lorenzo, n. 1972)
- Nelson Bonilla, calciatore salvadoregno (San Salvador, n. 1990)
- Nelson David Cabrera, calciatore paraguaiano (Capiatá, n. 1983)
- Nelson Alcides Cabrera, ex calciatore uruguaiano (Canelones, n. 1967)
- Nelson Cancela, ex calciatore uruguaiano (Montevideo, n. 1929)
- Nelson Carrero, ex calciatore venezuelano (Caracas, n. 1958)
- Nelson Cossio, ex calciatore cileno (Santiago del Cile, n. 1966)
- Nelson Cuevas, ex calciatore paraguaiano (Asunción, n. 1980)
- Nelson Cupello, ex calciatore brasiliano (n. 1951)
- Nelson Díaz, calciatore uruguaiano (Montevideo, n. 1942 - † 2018)
- Nelson Ferreira, ex calciatore portoghese (Interlaken, n. 1982)
- Nelson Flores, calciatore salvadoregno (San Miguel, n. 1999)
- Nelson González, ex calciatore argentino (Buenos Aires, n. 1988)
- Nelson Guerrero, ex calciatore ecuadoriano (Ibarra, n. 1962)
- Nelson Gutiérrez, ex calciatore uruguaiano (Montevideo, n. 1962)
- Nelson Ibáñez, ex calciatore argentino (Mendoza, n. 1980)
- Nelson Johnston, calciatore e giocatore di calcio a 5 cubano (Santiago di Cuba, n. 1990)
- Nelson Sale Kilifa, calciatore salomonese (n. 1986)
- Nelson Laurence, calciatore seychellese (n. 1984)
- Nelson Lemaire, calciatore dominicano (n. 2001)
- Nelson López, ex calciatore argentino (Bell Ville, n. 1941)
- Nelson Marcenaro, calciatore uruguaiano (Montevideo, n. 1952 - Montevideo, † 2021)
- Sebastián Maz, ex calciatore uruguaiano (Durazno, n. 1984)
- Nelson Morales, ex calciatore guatemalteco (Cobán, n. 1976)
- Nelson Munganga, calciatore della Repubblica Democratica del Congo (Kinshasa, n. 1993)
- Nelson Palacio, calciatore colombiano (Apartadó, n. 2001)
- Nelson Parraguez, ex calciatore cileno (Santiago del Cile, n. 1971)
- Nelson Pinto, ex calciatore cileno (Santiago del Cile, n. 1981)
- Nelson Quiñónes, calciatore colombiano (San Andrés de Tumaco, n. 2002)
- Nelson Ramos, ex calciatore colombiano (Popayán, n. 1981)
- Nelson Rebolledo, calciatore cileno (Rancagua, n. 1985)
- Nelson Rivas, ex calciatore colombiano (Pradera, n. 1983)
- Nelson Romero, calciatore paraguaiano (San Lorenzo, n. 1984)
- Nelson Sarmento, calciatore est-timorese (n. 1999)
- Nelson Senkatuka, calciatore ugandese (Kampala, n. 1997)
- Alpha Sissoko, calciatore francese (Bondy, n. 1997)
- Nelson Sopha, calciatore seychellese (n. 1974)
- Nelson Sossa, calciatore boliviano (La Paz, n. 1986)
- Nelson Tapia, ex calciatore cileno (Molina, n. 1966)
- Nelson Haedo Valdez, ex calciatore paraguaiano (Caaguazú, n. 1983)
- Nelson Weiper, calciatore tedesco (Magonza, n. 2005)
- Nelson Zelaya, ex calciatore paraguaiano (Asunción, n. 1973)

## Canoisti(1)
- Nelson Henriques, canoista angolano (Luanda, n. 1986)

## Cantanti(3)
- Nelson Cavaquinho, cantante e compositore brasiliano (Rio de Janeiro, n. 1911 - Rio de Janeiro, † 1986)
- Nelson Gonçalves, cantante, compositore e chitarrista brasiliano (Sant'Ana do Livramento, n. 1919 - Rio de Janeiro, † 1998)
- Nelson Ned, cantante brasiliano (n. 1947 - † 2014)

## Cestisti(7)
- Nelson Bobb, cestista statunitense (Filadelfia, n. 1924 - Irvine, † 2003)
- Nelson Chelle, cestista uruguaiano (Paysandú, n. 1931 - † 2001)
- Nelson Demarco, cestista uruguaiano (Montevideo, n. 1925 - † 2009)
- Nelson Ingles, ex cestista argentino (Zárate, n. 1975)
- Nelson Sardinha, ex cestista angolano (Luanda, n. 1966)
- Nelson Solórzano, ex cestista e allenatore di pallacanestro venezuelano (Caracas, n. 1959)
- Nelson Weidemann, cestista tedesco (Berlino, n. 1999)

## Ciclisti su strada(3)
- Nelson Oliveira, ciclista su strada portoghese (Vilarinho do Bairro, n. 1989)
- Nelson Rodríguez, ex ciclista su strada colombiano (Manizales, n. 1965)
- Nelson Soto, ciclista su strada colombiano (Barranquilla, n. 1994)

## Drammaturghi(1)
- Nelson Rodrigues, drammaturgo, scrittore e giornalista brasiliano (Recife, n. 1912 - Rio de Janeiro, † 1980)

## Economisti(1)
- Nelson Iacovini, economista italiano (San Marco Argentano, n. 1917 - Napoli, † 1982)

## Editori(1)
- Nelson Poynter, editore statunitense (Sullivan, n. 1903 - † 1978)

## Filosofi(1)
- Nelson Goodman, filosofo statunitense (Somerville, n. 1906 - Needham, † 1998)

## Generali(1)
- Nelson Miles, generale statunitense (Westminster, n. 1839 - Washington, † 1925)

## Giocatori di baseball(1)
- Nelson Cruz, giocatore di baseball dominicano (Las Matas de Santa Cruz, n. 1980)

## Giocatori di calcio a 5(1)
- Nelson Lutin, giocatore di calcio a 5 francese (n. 1997)

## Giocatori di football americano(2)
- Nelson Agholor, giocatore di football americano nigeriano (Lagos, n. 1993)
- Eric Rowe, giocatore di football americano statunitense (Cleveland, n. 1992)

## Giornalisti(1)
- Nelson Motta, giornalista, produttore discografico e compositore brasiliano (San Paolo, n. 1944)

## Giuristi(1)
- Nelson Jobim, giurista e politico brasiliano (Santa Maria, n. 1946)

## Illusionisti(1)
- Nelson le Follet, illusionista e trasformista italiano (San Fruttuoso, n. 1869 - Chiavari, † 1943)

## Militari(1)
- Nelson Russell, militare britannico (Lisburn, n. 1897 - Newcastle, † 1971)

## Nuotatori(1)
- Nelson Diebel, ex nuotatore statunitense (Chicago, n. 1970)

## Pianisti(1)
- Nelson Freire, pianista brasiliano (Boa Esperança, n. 1944 - Rio de Janeiro, † 2021)

## Piloti automobilistici(3)
- Nelson Panciatici, pilota automobilistico francese (Reims, n. 1988)
- Nelson Piquet Jr., pilota automobilistico brasiliano (Heidelberg, n. 1985)
- Nelson Piquet, ex pilota automobilistico brasiliano (Rio de Janeiro, n. 1952)

## Politici(5)
- Nelson Chamisa, politico zimbabwese (Masvingo, n. 1978)
- Nelson Dewey, politico statunitense (Lebanon, n. 1813 - Cassville, † 1889)
- Nelson Mandela, politico e attivista sudafricano (Mvezo, n. 1918 - Johannesburg, † 2013)
- Nelson Rockefeller, politico statunitense (Bar Harbor, n. 1908 - New York, † 1979)
- Nelson Teich, politico e medico brasiliano (Porto Alegre, n. 1957)

## Registi(5)
- Nelson, regista e sceneggiatore indiano (Madras, n. 1984)
- Nelson George, regista, sceneggiatore e attore statunitense (Brooklyn, n. 1957)
- Nelson McCormick, regista e produttore cinematografico statunitense (Stati Uniti, n. 1957)
- Nelson Pereira dos Santos, regista, sceneggiatore e produttore cinematografico brasiliano (São Paulo, n. 1928 - Rio de Janeiro, † 2018)
- Fratelli Wong, regista cinese (n. 1895 - † 1945)

## Rugbisti a 15(2)
- Nelson Babrow, rugbista a 15 sudafricano (Città del Capo, n. 1949 - Il Cairo, † 2022)
- Junior Ngaluafe, rugbista a 15 e rugbista a 7 neozelandese (n. 1991)

## Schermidori(2)
- Nelson Loyola, ex schermidore cubano (n. 1968)
- Nelson Nieves, schermidore venezuelano (n. 1934 - † 2021)

## Scrittori(4)
- Nelson Algren, scrittore, poeta e giornalista statunitense (Detroit, n. 1909 - Long Island, † 1981)
- Nelson Cenci, scrittore italiano (Rimini, n. 1919 - Cologne, † 2012)
- Nelson DeMille, scrittore statunitense (New York, n. 1943 - Mineola, † 2024)
- Nelson S. Bond, scrittore, autore di fantascienza e sceneggiatore statunitense (Scranton, n. 1908 - Roanoke, † 2006)

## Tennisti(1)
- Nelson Aerts, ex tennista brasiliano (Cachoeira do Sul, n. 1963)

## Triplisti(1)
- Nelson Évora, triplista e lunghista capoverdiano (Abidjan, n. 1984)

## Wrestler(3)
- Homicide, wrestler statunitense (Brooklyn, n. 1977)
- Nikita Koloff, ex wrestler statunitense (Minneapolis, n. 1959)
- Viscera, wrestler statunitense (Goldsboro, n. 1971 - Memphis, † 2014)

## Senza attività specificata(1)
- Nelson Carmichael, ex sciatore freestyle statunitense (Steamboat Springs, n. 1965)